# Bohdan Aniszczyk
Bohdan Józef Aniszczyk (ur. 11 sierpnia 1952 we Wrocławiu) – polski matematyk, absolwent Wydziału Matematyki, Fizyki i Chemii Uniwersytetu Wrocławskiego (1976), samorządowiec, działacz społeczny, nauczyciel akademicki, długoletni radny Wrocławia.

## Życiorys
Z wykształcenia matematyk, w 1981 doktoryzował się, a w 1992 uzyskał stopień naukowy doktora habilitowanego w Instytucie Matematycznym Polskiej Akademii Nauk. Został profesorem nadzwyczajnym w Wyższej Szkole Informatyki i Zarządzania „Copernicus” we Wrocławiu.
Działacz NSZZ "Solidarność" w czasie stanu wojennego. Wielokrotnie wybierany na radnego Wrocławia (w 1990, 1994, 1998, 2002, 2006, 2010, 2014 i 2018). Był członkiem zarządu miasta odpowiedzialnym za oświatę. Reprezentował lokalny Komitet Obywatelski, później AWS. Potem związał się ze środowiskiem Rafała Dutkiewicza. W radzie miejskiej obejmował stanowisko przewodniczącego Komisji Edukacji i Młodzieży. W 2021 krótko pełnił funkcję przewodniczącego rady miejskiej.
Pełnił funkcję przewodniczącego zarządu głównego Towarzystwa Pomocy im. św. Brata Alberta. Członek  Polskiego Towarzystwa Matematycznego

## Odznaczenia i wyróżnienia
W 2003 został wyróżniony Medalem Świętego Brata Alberta za działalność charytatywną na rzecz osób bezdomnych i niepełnosprawnych umysłowo. Odznaczony Brązowym (2001), Srebrnym (2005) i Złotym (2015) Krzyżem Zasługi, a także Złotą Odznaką Honorową Wrocławia (2022).